# Diego Ormaechea
Diego Ormaechea (Montevideo, 19 de septiembre de 1959) es un veterinario, entrenador y ex–jugador uruguayo de rugby que se desempeñaba como octavo. Es padre del también jugador de rugby Agustín Ormaechea.
En su profesión es considerado una eminencia de la especialidad de caballos en Sudamérica.[cita requerida]

## Carrera
Fue introducido al rugby a los quince años, en 1976, y jugó durante dos décadas. Disputó la mayor parte de su carrera en el Carrasco Polo Club, con el que conquistó el campeonato nacional en trece ocasiones. Se retiró temporalmente del rugby durante un año, pero regresó para disputar una última temporada en el Carrasco Polo Club antes de retirarse definitivamente en 2001.[cita requerida]

### Entrenador
Ormaechea fue el entrenador del Uruguay que clasificó y jugó la Copa Mundial de Rugby de 2003. Dirija ganar otra vez un juego, en el 24-12 derrota de Georgia.
Actualmente es el entrenador del Carrasco Polo Club y participa activamente en las decisiones de la Unión de Rugby del Uruguay.

## Selección nacional
Fue convocado a los Teros por primera vez en octubre de 1979 para enfrentar a los Yacarés por la cuarta fecha del Sudamericano de Rugby 1979 y jugó su último partido en octubre de 1999 ante los Springboks.
En total jugó 57 partidos durante 20 años, de 1979 a 1999 y marcó 183 puntos productos de 41 tries; lo que lo ubica entre los diez máximos anotadores de tries en test matches.

### Participaciones en Copas del Mundo
Participó del Mundial de Gales 1999 donde Ormaechea con 40 años se convirtió en el jugador más viejo en disputar una Copa del Mundo de Rugby, récord que aún posee. Fue el capitán de su equipo, a la vez que fue la primera participación de su país en el torneo y se dio el lujo de marcarle un try al XV del León.
| Mundial                       | Sede  | Resultado      | PJ | Tries |
| ----------------------------- | ----- | -------------- | -- | ----- |
| Copa Mundial de Rugby de 1999 | Gales | Fase de grupos | 3  | 1     |

## Palmarés
- Campeón del Sudamericano de Rugby 1981.
- Campeón del Campeonato Uruguayo de Rugby de 1981, 1983, 1990, 1991, 1992, 1993, 1994, 1995, 1996, 1997, 1998, 1999, 2000 y 2001.
- En 2019, la World Rugby ingresa a su Salón de la Fama a Diego Ormaechea, el primer rugbista uruguayo en formar parte del selecto grupo integrado también por Richie McCaw, Shiggy Konno, Os du Randt, Peter Fatialofa y Graham Henry.[2]